# Pezizomycotina
Pezizomycotina čine većinu gljiva Ascomycota i uključuju većinu lihenizovanih gljiva. Pezizomycotina sadrži filamentozne askomicete i pododeljenje je Ascomycota (gljive koje formiraju svoje spore u vrećastom askusu). Manje-više je sinonim za stariji takson Euascomycota. Ove gljive se razmnožavaju fisijom, a ne pupljenjem, a ovaj pododeljak obuhvata skoro sve gljive ascusa koje imaju plodna tela vidljiva golim okom (izuzetak: rod Neolecta, koji pripada Taphrinomycotina).
Paleopyrenomycites iz ranog devona Rajni čerta su najstariji poznati fosilni član Pezizomycotina, iako je njegov položaj u okviru ove poddivizije nejasan.

## Spoljašnje veze
- Mediji vezani za članak Pezizomycotina na Vikimedijinoj ostavi
- Tree of Life – Pezizomycotina
- The Pezizomycotina, Paleos